# Zuur (scheikunde)

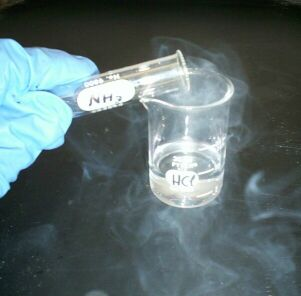
Toevoeging van ammoniak aan zoutzuur geeft ammoniumchloride.

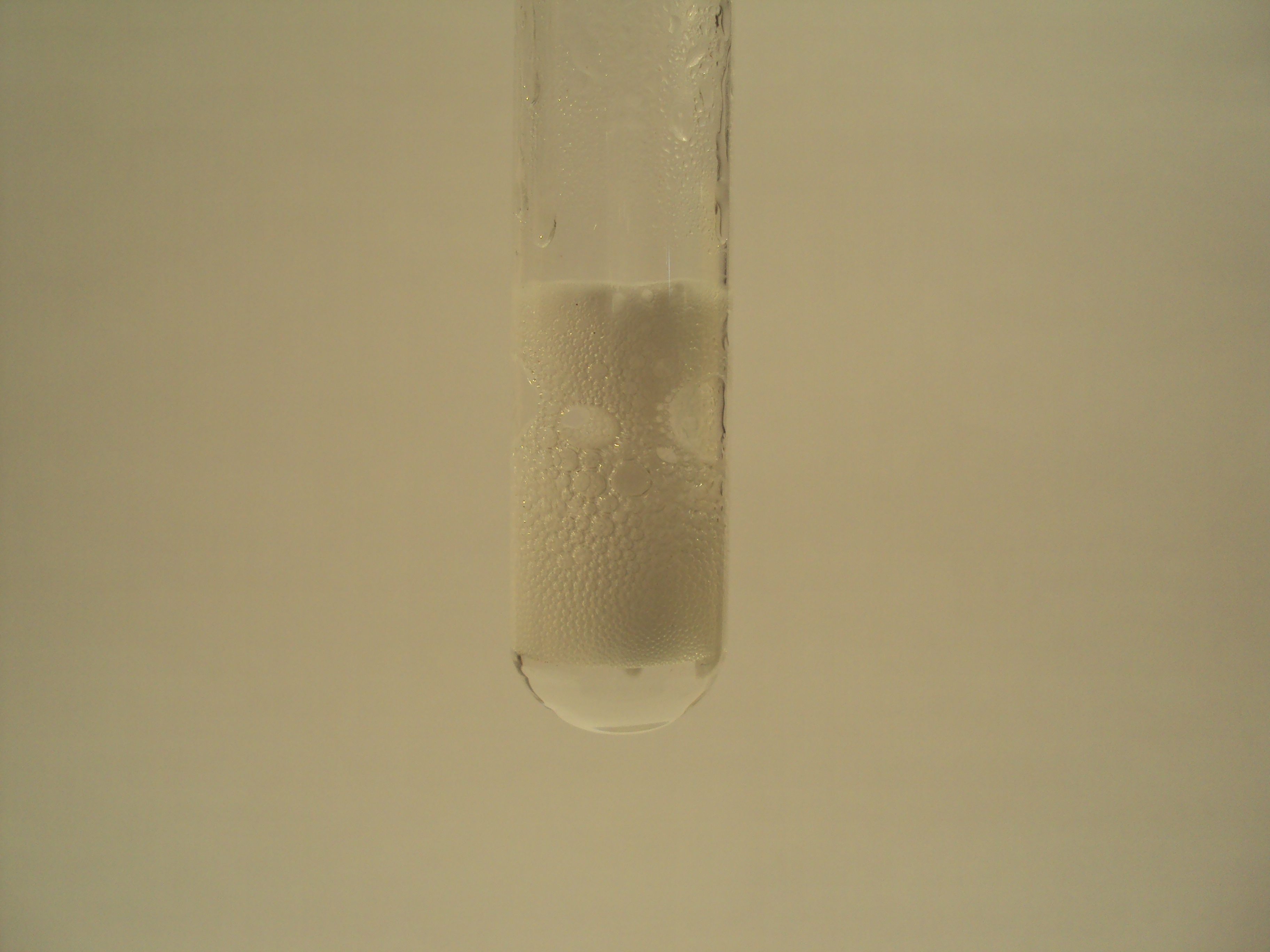
Reactie tussen magnesium en zoutzuur, waarbij magnesiumchloride en waterstofgas gevormd wordt.

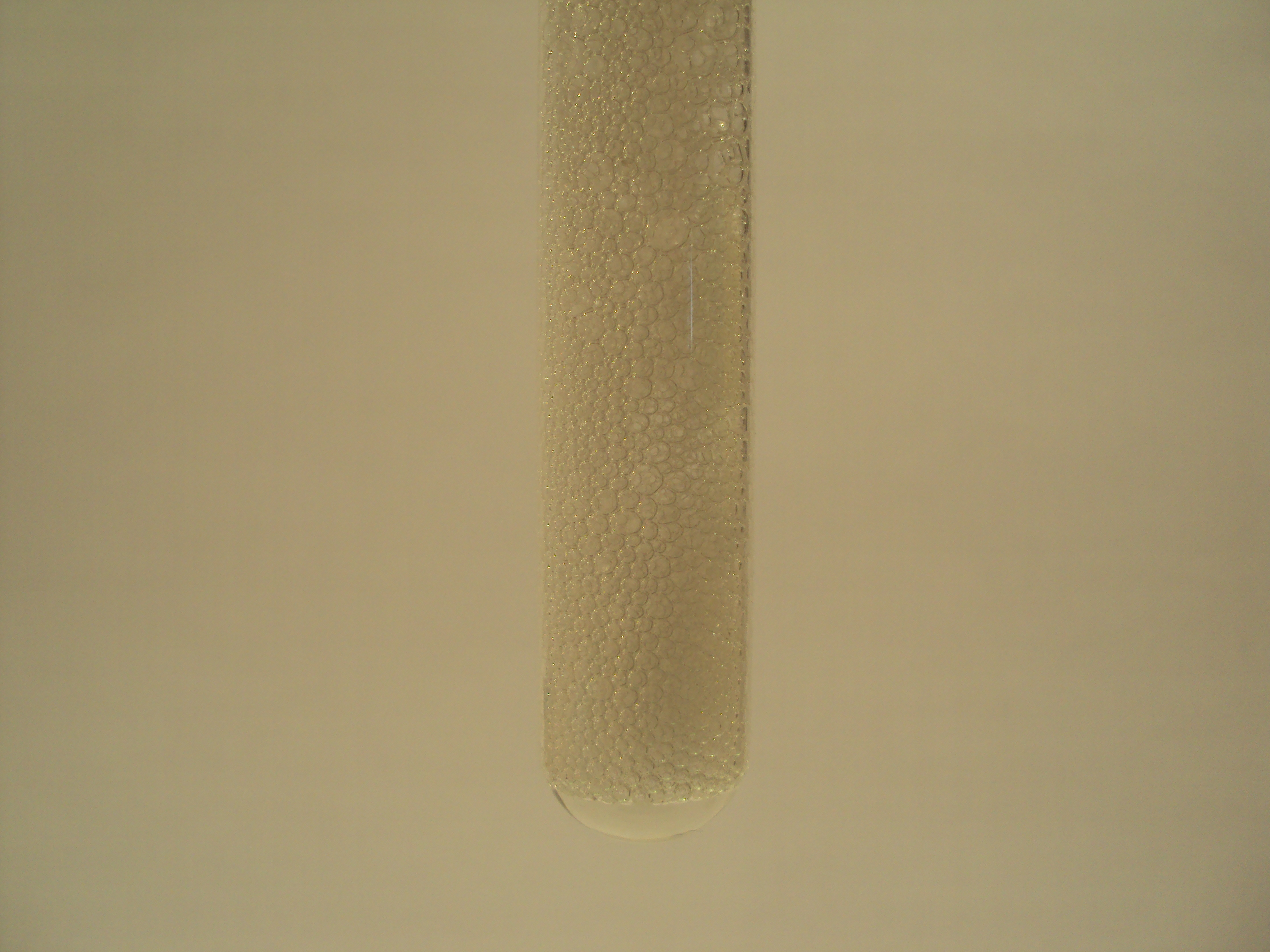
Reactie tussen calciumcarbonaat en zoutzuur, waarbij calciumchloride, water en koolstofdioxide gevormd worden. Vandaar de schuimvorming in de reageerbuis.

Een zuur is een begrip uit de scheikunde waarvan de definitie een aantal malen aangescherpt is. Zuren zijn de tegenhangers van de basen. Zuren en basen reageren met elkaar in een proces dat neutralisatie genoemd wordt. Een waterige oplossing wordt zuur genoemd wanneer de zuurgraad (pH) lager is dan 7. De oplossing bevat dan meer oxonium-ionen dan hydroxide-ionen.
De menselijke smaak kan veel zure stoffen herkennen. Citroenzuur en azijnzuur zijn bekende voorbeelden van stoffen die een zure smaak geven. In hoge concentraties kunnen zuren schadelijk zijn, met name als de pH lager is dan 1.
Onedele metalen als ijzer, zink en magnesium lossen op in zuren als geconcentreerd zoutzuur onder vrijkomen van waterstofgas.
In geconcentreerd zoutzuur, salpeterzuur of koningswater lossen ook edelere metalen op, maar dit is alleen mogelijk omdat deze stoffen niet alleen sterke zuren maar ook sterke oxidatoren zijn en het oplossen heeft daarmee niet zo veel met hun zure karakter te maken.

## Historische ontwikkeling
Het begrip zuur heeft een aanzienlijke ontwikkeling ondergaan in de geschiedenis van de scheikunde. Er zijn vier stadia te onderscheiden.
1. De 'oerdefinitie' (van o.a. Lavoisier) ging uit van de gedachte dat zuurstof nodig was om een zuur te vormen en zag een zuur als een zuur oxide opgelost in water.
2. De definitie van een zuur als een stof die in water waterstofionen afsplitst is afkomstig van Arrhenius.
3. Later werd Arrhenius' definitie verfijnd en algemener gemaakt tot een protondonor – ook in andere omstandigheden dan waterige oplossingen – door Brønsted en Lowry.
4. Gilbert Lewis heeft daarna een nog ruimere definitie van een zuur geformuleerd, die ook stoffen omvat die geen waterstof bevatten: een lewiszuur is een acceptor van een elektronenpaar.

## De zuurstoftheorie
Men was zich er al in de 17e eeuw van bewust dat er een tegenstelling tussen zuren en basen bestond. Men kende zure vruchten, verzuring van wijn tot azijn en een groeiend aantal anorganische zuren. Door het uitlogen (met water de oplosbare delen verwijderen) van houtas werd loog gewonnen, een vrij sterke base. Ook lakmoes, een indicator die van kleur veranderde afhankelijk van de zuurgraad was al vroeg bekend. Boyle schreef daar in 1680 al over. De kleur ervan kon naar believen gewijzigd worden door meer zuur of meer loog toe te voegen. Wat de achtergrond hiervan was, was minder duidelijk.
Met de ontdekking van zuurstof en de rol van deze stof bij de verbranding en de vorming van oxiden, begon de theorievorming rond zuren en basen meer vaste vormen aan te nemen. Aanvankelijk dacht men namelijk dat voor het vormen van een zuur of een base het element zuurstof nodig was. (Vandaar de naam van het element). Men classificeerde oxiden van elementen als basevormende en zuurvormende oxiden. Lavoisier was een belangrijke figuur in deze ontwikkeling. Hij formuleerde in 1787 een theorie dat ieder zuur een combinatie was van een basisch principe en zuurstof. Voor een deel was deze classificatie zeker succesvol te noemen. Wanneer oxiden in water opgelost worden vormt de ene groep (bijvoorbeeld zwaveldioxide SO2) inderdaad een zure oplossing, de andere groep (bijvoorbeeld calciumoxide CaO) een basische oplossing. Hoewel Lavoisier bijna een eeuw voor de ontdekking van het periodiek systeem leefde, weerspiegelt het zure en basische karakter van oxiden dit systeem erg goed. De oxiden aan de linkerkant zoals van natrium of calcium zijn erg basisch, terwijl die aan de rechterkant, zoals van zwavel of chloor, juist erg zuurvormend zijn. Later bleek dat er nog een andere factor in het spel was. Indien een element meerdere oxiden heeft zoals SO3 en SO2 is het hoogste oxide altijd het zuurst en het laagste het meest basisch. Naast zure en basische oxiden kende men ook amfotere oxiden, zoals aluminiumoxide dat met sterke zuren als base optreedt en met sterke base als zuur.
Het bleek echter al snel dat er ook zure, maar zuurstofloze stoffen waren, een goed voorbeeld daarvan is zoutzuur. Dit sterke zuur stond bekend als geest van zout en Davy toonde in 1814 aan dat daarin geen zuurstof voorkomt, maar dat het uit waterstof en chloor bestaat: HCl. De aanwezigheid van zuurstof moest daarmee als eis uit de definitie van een zuur weggelaten worden. Er was echter tegen dat idee aanzienlijk verzet onder andere van Berzelius. Wel kwam door Gay-Lussac in 1814 vast te staan dat zuren en basen elkaar neutraliseerden en in de 19e eeuw werden verschillende gedachten geopperd over een alternatieve theorie. Liebig suggereerde al in 1838 dat waterstof een centrale rol speelde.

## Definitie volgens Arrhenius
De theorievorming kwam in een stroomversnelling door de opkomst van de theorie van atomen, moleculen en ionen, hoewel dat nog lang hypothetische begrippen zouden blijven. In 1884 promoveerde Arrhenius op een proefschrift over de geleidbaarheid van opgeloste zouten. In het verlengde daarvan stelde hij voor dat een stof als zuur wordt geclassificeerd als het waterstof, (H), bevat en dit atoom in de vorm van een waterstofion (H+) kan afstaan als de stof in water wordt opgelost. De definitie verlegde daarmee zijn aandacht van het element zuurstof naar het element waterstof. Een stof die volgens deze definitie een zuur is, wordt een arrheniuszuur (A-zuur) genoemd. Een voorbeeld van een arrheniuszuur is azijnzuur (CH3COOH). Als deze stof in water wordt opgelost, splitst het zich in acetaat- (CH3COO−) en waterstofionen (H+). Het acetaation wordt de zuurrest genoemd.
Een base (A-base) is volgens Arrhenius een hydroxide dat in water (H2O)  hydroxide-ionen (OH−) afsplitst . Een voorbeeld van een arrheniusbase is natriumhydroxide (NaOH) dat Na+- en hydroxide-ionen vormt als het oplost in water:
{\displaystyle {\ce {OH- + H+ -> H2O}}}
Een zuur en een base kunnen ook met elkaar reageren. Een dergelijke reactie wordt een neutralisatiereactie genoemd. Als een arrheniuszuur met een arrheniusbase reageert, ontstaat er water en een zout. Een goed voorbeeld is de vorming van keukenzout uit natronloog en zoutzuur:
{\displaystyle {\ce {NaOH + HCl -> NaCl + H2O}}}
In oplossing zitten nu nog natrium en chloride-ionen, indampen geeft keukenzout. Ook zwakke (organische) zuren zoals carbonzuren en fenolen kunnen zouten vormen bij het toevoegen van een base.
NaCl is een zout dat in het kader van de arrheniustheorie geacht wordt opgebouwd te zijn uit een baserest Na+ en een zuurrest Cl−.
Zouten worden altijd vernoemd naar het zuur waar zij van afgeleid (worden geacht te) zijn. Bijvoorbeeld, de zouten van azijnzuur heten acetaten en van zwavelzuur sulfaten. In de 19e eeuw was het kunnen isoleren van een stof nog cruciaal om te kunnen aantonen dat de stof ook echt bestond. Echter bij veel zouten bleek het moeilijk of onmogelijk het pure zuur te isoleren. Dat geldt bijvoorbeeld voor sulfieten, afgeleid van het zuur H2SO3 (zwaveligzuur). Dit zuur is onstabiel en valt snel uiteen in water en zwaveldioxide. Allengs kwamen er steeds meer van dit soort "hypothetische" zuren bij. Hetzelfde gold voor de basen. Ammoniumzouten werden geacht afgeleid te zijn van "ammoniumhydroxide" (NH4OH) dat echter niet aangetoond kon worden. Het feit dat de theorie veel hypothetische stoffen vereiste maakte duidelijk dat er verbetering nodig was. Bovendien begon men in de scheikunde meer in termen van moleculen en individuele ionen te denken dan in (isoleerbare) stoffen. 

### Sterke en zwakke zuren
Men had voorheen wel een idee dat het ene zuur sterker was dan het andere. Men nam bijvoorbeeld waar dat het ene zuur het andere uit zijn zout 'verdreef'. Bijvoorbeeld zwavelzuur gevoegd bij een ander zout, of bijvoorbeeld acetaat geeft azijnzuur en een sulfaat:
{\displaystyle {\ce {H2SO4 + 2CH3COOK -> K2SO4 + 2CH3COOH}}}
Zwavelzuur is daarmee een sterker zuur dan azijnzuur, maar veel meer dan een vage rangorde leverden dit soort waarnemingen niet op. De ontdekking van elektriciteit en de elektrochemie maakte het echter mogelijk de aanwezigheid van geladen ionen in oplossing nader te bestuderen. Men ontdekte daarbij dat het feit dat azijnzuur een zwakker zuur is dan zwavelzuur zich manifesteerde in het feit dat azijnzuur zich in water maar ten dele splitste in CH3COO− en H+ terwijl bij zwavelzuur de splitsingsgraad veel hoger was. Dit maakte het mogelijk de sterkte van zuren op een kwantitatieve schaal te brengen door het meten van de evenwichtsconstante van het dissociatie-evenwicht:
{\displaystyle {\ce {CH3COOH <=> CH3COO- + H+}}}
{\displaystyle K\mathrm {_{a}={\frac {[H^{+}][CH_{3}COO^{-}]}{[CH_{3}COOH]}}} }
De sterkte van een zuur kan afgelezen worden uit getabelleerde waarden van {\displaystyle K_{\mathrm {a} }}.
Water zelf bleek ook een evenwicht te bezitten dat aanvankelijk geschreven werd als:
{\displaystyle {\ce {H2O <=> H+ + OH-}}}
De evenwichtsconstante bekend als {\displaystyle K_{\mathrm {w} }} is vrij klein: bij 25 °C geldt {\displaystyle K_{\mathrm {w} }=10^{-14}}.

## Definitie volgens Brønsted en Lowry
Hoewel de arrheniusdefinitie het zuurbegrip een betere basis gegeven had, was het begrip nog beperkt tot verbindingen van waterstof in waterige oplossingen en er was behoefte aan een uitbreiding naar andere systemen, met name op moleculair niveau.
In 1923 kwamen de Deense chemicus Brønsted en de Engelse chemicus Lowry onafhankelijk van elkaar met een nieuwe definitie van een zuur. Volgens deze definitie is een brønstedzuur (B-zuur) een molecuul dat een proton (H+) kan afstaan (protondonor) en is een brønstedbase (B-base) een molecuul dat een proton kan opnemen (protonacceptor). Correcter spreekt men van een hydron-donor en -acceptor omdat een kleine fractie van de H+-ionen geen protonen maar deuteronen zijn. De term proton is hier echter sterk ingeburgerd.
Zuren en basen volgens de definitie van Arrhenius zijn nog steeds zuren en basen volgens de definitie van Brønsted, hoewel er bij basen een nuanceverschil is. Arrhenius zou de vaste stof NaOH (natriumhydroxide) een base noemen omdat deze in water hydroxide-ionen afsplitst. Brønsted zou eerder deze afgesplitste hydroxide-ionen zelf als de base aanmerken.

### Conjugatie
Een belangrijke verandering in de brønsted-lowrytheorie is dat het begrip zuurrest vervangen werd door het begrip geconjugeerde base. Vergelijk de terminologie van beide theorieën voor de dissociatie van azijnzuur:
|                | {\displaystyle {\ce {CH3COOH}}} | {\displaystyle {\ce {<=>}}} | {\displaystyle {\ce {H+ + CH3COO-}}} |
| Arrhenius      | zuur                            | {\displaystyle {\ce {<=>}}} | H+ + zuurrest                        |
| Brønsted-Lowry | zuur                            | {\displaystyle {\ce {<=>}}} | H+ + geconjugeerde base              |

Omgekeerd kan een deeltje als NH4+ nu als (geconjugeerd) zuur gezien worden in plaats van een baserest van het niet te isoleren hydroxide NH4OH:
|                | {\displaystyle {\ce {NH4+}}}       | {\displaystyle {\ce {<=>}}} | {\displaystyle {\ce {NH3 + H+}}}  |
| of             | {\displaystyle {\ce {NH4+ + OH-}}} | {\displaystyle {\ce {<=>}}} | {\displaystyle {\ce {NH3 + H2O}}} |
| Arrhenius      | baserest + hydroxyl                | {\displaystyle {\ce {<=>}}} | (= base NH4OH)                    |
| Brønsted-Lowry | geconj. zuur1 + base2              | {\displaystyle {\ce {<=>}}} | base1 + geconj. zuur2             |

### De uitbreiding van de geldigheid door Brønsted-Lowry
De brønsteddefinitie is een betere, want ruimere, definitie, omdat species als NH4+(ammonium) nu als zuren gezien kunnen worden. Verder is water nu een amfolyt, een stof die zowel protonen (hydronen) kan accepteren als doneren. Dat wil zeggen dat het zowel een zuur als een base is. Het waterevenwicht zelf wordt nu een zuur-basereactie (H+-ion wordt overgedragen aan een base).
| {\displaystyle {\ce {H2O + H2O}}} | {\displaystyle {\ce {<=>}}} | {\displaystyle {\ce {OH- + H3O+}}} |
| zuur + base                       | {\displaystyle {\ce {<=>}}} | geconj. base + geconj. zuur        |

In deze formulering wordt niet langer het bestaan van 'kale' waterstofionen H+ aangenomen.
Een andere belangrijke uitbreiding is dat water als oplosmiddel nu niet meer strikt nodig is. Een deeltje kan namelijk ook als zuur of base reageren als er helemaal geen water aanwezig is.
Vloeibare ammoniak (NH3) is een goed voorbeeld. Deze stof is ook een amfolyt en kan dus ook zowel als zuur en als base reageren, afhankelijk van de reactiepartners en met zichzelf. Als zuur vormt het het amide-ion NH2−, als base het ammoniumion NH4+. Het eerste gebeurt echter niet in water omdat NH2− een sterkere base is dan OH−. In vloeibare ammoniak is er echter wel een evenwicht tussen NH2− en NH4+ vergelijkbaar met het waterevenwicht:
{\displaystyle {\ce {2 NH3{(l)}<=> NH2- + NH4+}}}
Ook stoffen als  mierenzuur en azijnzuur, algemener: vloeibare carbonzuren, geven aanleiding tot dit verschijnsel van autoprotolyse.
{\displaystyle {\ce {2CH3COOH{(l)}<=> CH3COO- + CH3C(OH)2+}}}

## Definitie volgens Lewis
In hetzelfde jaar (1923) kwam de chemicus Gilbert Lewis met een nog ruimere definitie van het zuur-base-gedrag. Lewis was van mening dat niet de protonen van het zuur het kenmerk waren voor een zuur-base-reactie, maar de elektronenparen van de base. Een lewiszuur (L-zuur) is daarmee een molecuul dat een elektronenpaar op kan nemen en een lewisbase (L-base) een molecuul dat een elektronenpaar kan aandragen. Een reactie van een zuur met een base is daarmee niets anders dan het vormen van een covalente binding tussen een zuur en een base. Was zuurstof al als voorwaarde voor zuurvorming door Arrhenius losgelaten, nu verdween ook waterstof uit de definitie en deze werd nu geheel onafhankelijk van de elementen en daarmee veel breder toepasbaar in de chemie. Het proton is simpelweg het eenvoudigste lewiszuur, maar er zijn vele andere. Liebig en Arrhenius hadden dus door zuurstof als centraal element te vervangen door waterstof de duivel door beëlzebub uitgedreven. De lewistheorie is zelfs in zekere zin een stuk eerherstel voor Lavoisier. Oxiden als CO2 of SO2 zijn weer als zuren op te vatten.
Toch bleven alle conclusies van de eerdere theorievorming overeind. Elk deeltje dat een B-base is, is ook een L-base, omdat een deeltje dat een proton kan accepteren wel een elektronenpaar moet hebben waaraan het proton kan binden. Om dezelfde reden is ieder B-zuur ook een L-zuur, maar niet omgekeerd.
Het opnemen en afstaan van elektronenparen is niet zoals bij de vorming van bijvoorbeeld natriumchloride een volledige overdracht van het elektron van het ene deeltje aan het andere. Vanuit de kwantummechanica kan een lewiszuur beschreven worden als een deeltje dat beschikt over elektronenbanen met een lage energie, maar die niet bezet zijn. De LUMO van het deeltje heeft een relatief lage energie. Voor een lewisbase geldt juist dat het een deeltje is met een relatief hoog energetische bezette elektronenbaan, HOMO. De zuur-base reactie treedt op als de elektronen uit de HOMO van de base een baan gaan bezetten, gevormd door overlap van de base-HOMO en zuur-LUMO, waarin zij gedeeld worden door beide moleculen. Een dergelijke situatie geeft men aan met een donor-acceptorbinding.

### Vergelijking met redoxchemie
Gezien vanuit het idee van elektronenoverdracht heeft zuur-basechemie oppervlakkige overeenkomst met redoxchemie, maar er zijn een aantal belangrijke verschillen. Ten eerste gaat het om elektronenparen, niet om losse elektronen. Ten tweede is de overdracht niet compleet, maar wordt het elektronenpaar gedeeld door beide partners. Daarmee verandert in tegenstelling met wat het geval is bij een redoxreactie er geen enkel oxidatiegetal.

### Een voorbeeld
Een oxide-ion (O2−) is een lewisbase, omdat het een vrij elektronenpaar heeft dat het kan afstaan aan een geschikte acceptor. Het elektronenpaar is aangegeven met de twee puntjes. (Eigenlijk heeft het ion 4 elektronenparen, maar omdat de andere drie nu niet van belang zijn, worden ze voor het gemak nu niet afgebeeld.) Als we nu het proton als lewiszuur nemen, wordt er een covalente binding tussen het zuurstofatoom en het waterstofatoom gevormd:
{\displaystyle {\ce {H+ + O^2- -> OH-}}}
Een voorbeeld van een lewiszuur dat geen brønstedzuur is, is koolstofdioxide (CO2). Koolstofdioxide reageert in het water met kleine hoeveelheden hydroxide-ionen die daarin aanwezig zijn. Daarbij wordt monowaterstofcarbonaat (HCO3−) gevormd:
{\displaystyle {\ce {CO2 + OH- -> HCO3-}}}
Bekende lewiszuren worden gevormd door boortrifluoride, watervrij ijzer(III)chloride of watervrij aluminiumchloride.

### Factoren die lewisaciditeit bevorderen
Of een stof een goed lewiszuur is wordt voor een deel bepaald door de vraag of er rond het centrale atoom nog ruimte is voor nog een ligand met een elektronenpaar. Het koolstofatoom in koolstofdioxide (CO2) heeft weliswaar de gewenste vier bindingen, maar er zijn maar twee buuratomen en daarmee plaats voor meer. Het reageert met water tot CO32− ion waarin het koolstofatoom een buurman meer heeft. Hetzelfde geldt voor BF3 en AlCl3. Er is plaats voor een vierde ligand. Een extreem voorbeeld hiervan is uraniumhexafluoride (UF6). Het centrale U atoom heeft weliswaar zes buren, maar het is veel groter dan de kleine F atomen. Er is plaats voor een zevende fluor en uraniumhexafluoride is dan ook een lewiszuur dat bijvoorbeeld met HF reageert.
Andere factoren die aciditeit bevorderen zijn:
1. een hoge positieve lading van het centrale atoom
2. een elektronenconfiguratie van het centrale atoom die deficiënt is, in boortrifluoride (BF3) bijvoorbeeld bezit boor slechts een sextet en geen octet.

## Zuurgraad in water
In de praktijk komen er in water geen 'losse' protonen voor, maar is elk proton gebonden aan water. Een dergelijk molecuul wordt een oxoniumion (H3O+) genoemd. Hoe meer oxoniumionen zich in een oplossing bevinden, des te zuurder is de oplossing. Voor de eenvoud van de notatie wordt doorgaans één watermolecule in de formule voor het oxonium-ion genoemd. De feitelijke situatie komt meer overeen met een verzameling van 6 tot 9 watermoleculen die over één proton te veel beschikken en zich als min of meer stabiel geheel in de oplossing gedragen. Het gedrag laat zich dan analoog beschrijven aan dat van gehydrateerde metaalionen.
De pH is een maat voor de zuurgraad van een oplossing in water. Hoe zuurder een oplossing is, des te lager is de pH. Gewoonlijk liggen de waardes voor de pH tussen 0 en 14. Hierbij is 0 een zeer zure oplossing, is 7 een neutrale oplossing (niet zuur, niet basisch) en is 14 een zeer basische oplossing. De pH is gedefiniteerd als de negatieve tiendelige logaritme van de H+-activiteit en kan voor verdunde oplossingen benaderd worden door de molaire concentratie van oxoniumionen [H3O+] te delen door de standaardconcentratie ({\displaystyle c^{\ominus }} = 1 mol/L) en hiervan de negatieve logaritme te nemen.
{\displaystyle \mathrm {pH} \ =\ -\lg \left({\frac {[\mathrm {H_{3}O^{+}} ]}{c^{\ominus }}}\right)}
Als H3O+ en OH− bij elkaar gevoegd worden, worden twee watermoleculen gevormd. Deze reactie wordt neutralisatie genoemd:
{\displaystyle {\ce {H3O+ + OH- <=> 2H2O}}}
In water reageren twee watermoleculen ook weleens met elkaar in de vorming van een oxonium en een hydroxide-ion. Beide reacties vinden in water voortdurend plaats, en wel in beide richtingen. Zelfs in ultrapuur water is er altijd een klein deel van het water als H3O+ + OH− aanwezig, want het duurt even voor de brokstukken van uit elkaar gevallen watermoleculen elkaar weer tegenkomen. De concentraties zijn echter vrij klein, bij 25 °C geldt voor zuiver water: [H3O+] = [OH−] = 10−7 mol/L.
Omdat het hier om een chemisch evenwicht gaat is het product van deze twee activiteiten altijd constant. Deze constante wordt de evenwichtsconstante voor water ({\displaystyle K_{\mathrm {w} }}) genoemd. Bij lage concentraties, wanneer de activiteitscoëfficiënten gelijk aan 1 zijn, geldt benaderend dat het product van de concentraties constant is:
{\displaystyle {\frac {\mathrm {[H^{+}]\cdot [OH^{-}]} }{(c^{\ominus })^{2}}}=K_{\mathrm {w} }=10^{-14}}
Wanneer er een sterk zuur toegevoegd wordt, bijvoorbeeld in een concentratie van 10−3 mol/L, dan wordt de [OH−] bijzonder klein: 10−11 mol/L. De kans dat een toevallig gevormd hydroxide-ion een oxonium-ion tegenkomt is ineens veel groter. Nadat hierdoor de hoeveelheid hydroxide-ionen veel kleiner geworden is, en dus ook de kans dat een oxonium-ion er een vindt, treedt bij een veel kleinere hydroxideconcentratie opnieuw evenwicht op.
Wanneer een sterk zuur en een sterke base samengevoegd worden, reageren de ionen en vormen water totdat het product van hun concentraties 10−14 geworden is. Bij deze neutralisatie komt vrij veel warmte vrij. Bij onderstaande reactie gebeurt er echter meer:
{\displaystyle {\ce {{Ca^{2}+}+2{OH^{-}}+2{H+}+CO3^{2-}->2{H2O}+CaCO3(s)}}}
Er slaat namelijk ook calciumcarbonaat neer. Deze stof die bestaat uit een baserest Ca2+ en een zuurrest CO32− wordt een zout genoemd. In dit geval is het zout niet erg oplosbaar, maar er zijn gevallen waar het gewoon als ionen in oplossing blijft, bijvoorbeeld zoutzuur met natronloog. Wanneer het water verdampt, blijft echter een kristallijne vaste stof achter (natriumchloride).
Veel oxiden vormen inderdaad op deze manier ofwel een zuur ofwel een base. In de regel is het oxide van een element uit het linker gedeelte van het periodiek systeem, bijvoorbeeld de alkalimetalen, basevormend en dat van een element uit de rechterkant, bijvoorbeeld de halogenen of de zwaardere elementen uit de zuurstofgroep, zuurvormend. Van de tussenliggende elementen zijn de oxiden soms amfoteer, zij kunnen dan zowel als base of als zuur optreden afhankelijk van waar zij mee reageren. Van de overgangsmetalen zijn echter sommige oxiden ook sterk zuurvormend, vooral van oxiden met hoge oxidatie getallen zoals chroom(IV)oxide, CrO3.

## Superzuren
Het feit dat water zelf ook een (amfolytische) base is vormt een beperkende factor voor de sterkte van een in water opgelost zuur. De sterkste zuren zijn daarom bekend uit niet waterige systemen. Deze superzuren zijn zo sterk dat zij in feite bronnen van 'kale' protonen zijn. Een goed voorbeeld is de combinatie van waterstoffluoride (HF) met een sterk lewiszuur zoals antimoon(V)fluoride (SbF5). Het gevormde HSbF6 is sterk genoeg om organische groepen als methylgroepen te protoneren. Organische verbindingen lossen er dan ook in op.

## Naamgeving

### Binaire zuren
Bij binaire zuren bestaat de zuurrest uit een niet-metaalion. Onder standaardomstandigheden zijn deze stoffen meestal gasvormig. HF is een uitzondering: het is een vluchtige vloeistof.
Naam van een binair zuur = (prefix) + waterstof + niet-metaal + ide
voorbeelden:
- HF wordt waterstoffluoride;
- HCl wordt waterstofchloride; in waterige oplossing: zoutzuur
- HBr wordt waterstofbromide;
- HI wordt waterstofjodide;
- H2S wordt diwaterstofsulfide of waterstofsulfide;
- HCN wordt waterstofcyanide; gebruiksnaam = blauwzuur

De laatste verbinding is geen zuiver binair zuur aangezien de zuurrest normaliter uit één niet-metaalion bestaat. Daarom wordt HCN ook vaak een pseudobinair zuur genoemd. CN− is immers lid van een klasse ionen die men de pseudohalogeniden noemt omdat zij chemisch gezien veel gemeen hebben met de eigenlijke halogeniden.

### Ternaire oxozuren
Deze zuren bestaan uit waterstof en een zuurrest die naast het centrale atoom één of meerdere zuurstofatomen bevat.  Naast niet-metalen kunnen ook metalen als centraal atoom optreden. Onder standaardomstandigheden komen ze meestal voor als een vloeistof of als een laagsmeltende vaste stof (bijvoorbeeld fosforzuur). Het is echter ook mogelijk dat zij niet in zuivere toestand te isoleren zijn en alleen in opgeloste vorm voorkomen.
Naam oxo-zuur: (prefix) + waterstof + niet-metaal + aat, of
Naam oxo-zuur: niet-metaal + zuur
bijvoorbeeld:
- H2SO4 wordt diwaterstofsulfaat, waterstofsulfaat of zwavelzuur.
- H2CO3 wordt diwaterstofcarbonaat, waterstofcarbonaat of koolzuur.

Zonder het prefix di ontstaat in bovenstaande voorbeelden verwarring met de ionen HSO4– en HCO3–. IUPAC raadt daarom aan om deze niet weg te laten.
Met halogenen (chloor, fluor, broom en jood) kunnen meerdere oxo-zuren gevormd worden. Bijvoorbeeld Cl: HClO, HClO2, HClO3 en HClO4. De oxidatiegetallen van Cl in deze verbindingen zijn I, III, V en VII en de naamgeving weerspiegelt deze verschillen.
- HClO3 (OG = V) is (om historische redenen) het standaard-zuur waterstofchloraat of chloorzuur;

De 'substandaard' uitgangen -ig voor het zuur en -iet voor het zout duiden aan dat het oxidatiegetal twee lager is dan bij het standaardzuur:
- HClO2 (OG = III: één zuurstof minder) is waterstofchloriet of chlorigzuur;

De voorvoegsels per- en hypo- (of onder-) duiden respectievelijk een oxidatiegetal boven de standaard en onder de substandaard aan:
- HClO4 (OG = VII: één zuurstof meer dan standaard) is waterstofperchloraat of perchloorzuur;
- HClO (OG = I: één zuurstof minder dan substandaard) is waterstofhypochlorietof hypochlorigzuur.

Bij andere centrale atomen is het aantal oxidatietrappen vaak niet zo uitgebreid en de naamgeving is ook niet volledig regelmatig te noemen. Chemische taal is net als alle taal onderhevig aan historische eigenaardigheden. Vaak is er wel een standaard en een substandaard te onderkennen. De hoogste oxidatietoestand is vaak de standaard.
- HNO3 is salpeterzuur of waterstofnitraat; (OG = V)
- HNO2 (één zuurstof minder) is salpeterigzuur of waterstofnitriet. (OG = III)
- H3PO4 is fosforzuur, triwaterstoffosfaat of waterstoffosfaat;
- H3PO3 (één zuurstof minder) is fosforigzuur, triwaterstoffosfiet of waterstoffosfiet. IUPAC maakt een onderscheid met fosfonzuur of triwaterstoffosfonaat.

Ook op enkele overgangsmetalen met hoge oxidatiegetallen wordt deze terminologie toegepast, bijvoorbeeld:
MnO4−: (OG = VII) permanganaat
CrO42−: (OG = VI) chromaat
De zuren waar deze ionen van zijn afgeleid, zijn echter niet als stabiele verbindingen te isoleren.

## Andere ternaire zuren
Zuurstof is niet het enige sterk elektronegatieve element dat aanleiding geeft tot de vorming van ternaire zouten. Ook fluor, chloor, broom, zwavel, seleen enz. kunnen deze rol vervullen. Zo geeft HF samen met UF6 het sterke zuur HUF7, heptafluoro-uraanzuur en zijn zouten de heptafluoro-uranaten. HCl met AuCl3 geeft HAuCl4 en zijn zouten de chloorauraten. De benaming is vergelijkbaar met die van de oxozuren, waarbij het atoom dat de rol van zuurstof speelt aangegeven wordt door een voorvoegsel fluoro-, chloro- enz. Voor zwavel is er een eigen voorvoegsel: thio-. Een fosfaat met zwavel in plaats van zuurstof zoals Pd3(PS4)2 heet dus palladiumthiofosfaat. Ook hier geldt dat de zuren niet altijd te isoleren zijn.